# Étienne-Denis Dupuis
Pour les articles homonymes, voir Dupuis (homonymie).
Étienne-Denis Dupuis, né le 25 juillet 1805 à Levesville-la-Chenard (Eure-et-Loir) et mort le 16 septembre 1863 dans le 2e arrondissement de Paris, est un artiste-peintre français.

## Biographie
Fils de cordonnier, il est d'abord peintre en miniature. Il fut pendant de longues années professeur de dessin au collège de Blois, et a produit en cette ville un grand nombre de tableaux, principalement des portraits et des vues des châteaux de la Loire.
Étienne-Denis Dupuis expose cinq fois au Salon de peinture de Paris de 1839 à 1844. Il y présente des toiles qui mettent en avant son œuvre de paysagiste des châteaux de la Loire : deux vues du château de Blois, une du château de Chenonceau et une du château de Chambord. Le cinquième tableau, exposé au Salon de 1841, figurait une Vue de la façade de l'église Saint-Nicolas et de l'observatoire de Marie de Médicis à Blois.
Fondateur d'une dynastie d'artistes, il est le père du peintre et sculpteur Jean-Baptiste Daniel-Dupuis et du peintre Pierre Dupuis.

## Collections publiques
- La famille du peintre, Musée des Beaux-Arts de Blois[4].
- Château de Blois, musée de la Marine de Loire.
- Le château de Blois, 1853, huile sur bois, 34 x 48 cm, musée des Beaux-Arts d'Orléans[5].
- Le château de Chambord, 1853, huile sur bois, 35 x 48 cm, musée des Beaux-Arts d'Orléans[6].
- Le château d'Amboise, 1853, huile sur toile, 35,5 x 47,5 cm, musée des Beaux-Arts d'Orléans[7]  .
- Le Château de Chenonceau, 1853, huile sur bois, 33 x 46 cm, musée des Beaux-Arts d'Orléans[8]  .
- Le château de Chambord, 1853, huile sur bois, 35 x 46,5 cm, musée des Beaux-Arts d'Orléans[9]  .